# Австралія на літніх Олімпійських іграх 2000
Австралія на літніх Олімпійських іграх 2000 була представлена 617 спортсменами. Другий раз в історії Австралія стала господинею ігор.
Австралійська олімпійська збірна у неофіційному загальнокомандному заліку зайняла 4-е місце. За кількістю завойованих медалей ці ігри стали найуспішнішими в історії збірної Австралії.
Найбільших успіхів австралійські спортсмени добилися в плаванні. Героєм Ігор став плавець Ян Торп, який завоював 5 медалей та встановив 2 світових рекорди.

## Нагороди

### Золото
| Золото | |                                             |
| №      | Спортсмени | Вид спорту (дисципліна)                     |
| 1      | Бретт Ейткен Скотт Макгрорі | Велоспорт (медісон)                         |
| 2      | Тарін Вудс, Деббі Вотсон, Ліз Вікс, Деніель Вудгауз, Бронвайн Майєр, Гейл Міллер, Мелісса Міллс, Сімон Ганкін, Іветт Гіггінс, Кейт Гупер, Наомі Касл, Джоанн Фокс, Бріджетт Густерсон                                                          | Водне поло (жінки)                          |
| 3      | Філіп Даттон Ендрю Гой Стюарт Тінні Меттью Раян | Кінний спорт (триборство)                   |
| 4      | Кеті Фрімен | Легка атлетика (біг, 400 м)                 |
| 5      | Том Кінг Марк Тернбулл | Вітрильний спорт (клас 470)                 |
| 6      | Дженні Армстронг Белінда Стоуелл | Вітрильний спорт (клас 470)                 |
| 7      | Ян Торп | Плавання (400 м, вільний стиль)             |
| 8      | Грант Геккетт | Плавання (1500 м, вільний стиль)            |
| 9      | Міхаель Кім Ян Торп Ешлі Каллас Кріс Фідлер Тодд Пірсон (попер) Адам Пайн (попер) | Плавання (4х100 м, естафета, вільний стиль) |
| 10     | Майкл Кім Ян Торп Тодд Пірсон Білл Кербі Тодд Пірсон Грант Геккетт (попер.) Даніель Ковальські (попер.) | Плавання (4х200 м, естафета, вільний стиль) |
| 11     | Сьюзен О'Нейл | Плавання (200 м, вільний стиль)             |
| 12     | Наталі Кук Керрі Поттартс | Пляжний волейбол (жінки)                    |
| 13     | Майкл Даймонд | стрілянина (трап)                           |
| 14     | Сімон Фервезер | Стрільба з лука (особисті змагання)         |
| 15     | Лорен Бернс | Тхеквондо (до 49 кг)                        |
| 16     | Кейт Аллен, Елісон Аннан, Реніта Фаррелл, Джульєт Хаслам, Решель Хоукс, Ніккі Гадсон, Рашель Імісон, Кловер Маітланд, Клер Мітчелл-Травернер, Дженні Морріс, Елісон Пік, Катріна Поуелл, Ліза Поуелл, Енджі Скірвінг, Кейт Старр, Джулі Тауерс | Хокей на траві (жінки)                      |

### Срібло
| Срібло | |                                               |
| №      | Спортсмени | Вид спорту (дисципліна)                       |
| 1      | Кейт Слейттер Рашель Тейлор | Академічне веслування (двійка парна)          |
| 2      | Роберт Річардс Даррен Балмфорт Сімон Берджесс Ентоні Едвардс | Академічне веслування (четвірка парна)        |
| 3      | Логін Порциг, Крістіан Раян, Стюарт Велш, Бретт Гайман, Роберт Ярлінг, Майк Маккау, Даніель Бурк, Жайме Фернандез, Алістер Гордон                                        | Академічне веслування (вісімка)               |
| 4      | Рейчел Сперн, Мішель Тіммс, Дженіфер Віттл, Лорен Джексон, Анні Ля Флер, Шеллі Санді, Тріша Фаллон, Крісті Гарроуер, Йо Гілл, Карла Бойд, Мішель Броган, Санді Бронделло | Баскетбол (жінки)                             |
| 5      | Мішель Ферріс | Велоспорт (500 м)                             |
| 6      | Гарі Нейванд | Велоспорт (кейрін)                            |
| 7      | Ендрю Трім Даніель Коллінз | Веслування на байдарках та каное (500 м, Б-2) |
| 8      | Ендрю Гой | Кінний спорт (триборство)                     |
| 9      | Джай Тауріма | Легка атлетика (стрибки в довжину)            |
| 10     | Тетяна Григор'єва | Легка атлетика (стрибки з жердиною)           |
| 11     | Даррен Бандок Джон Форбс | Вітрильний спорт (клас Торнадо)               |
| 12     | Ян Торп | Плавання (200 м, вільний стиль)               |
| 13     | Кірен Перкінс | Плавання (1500 м, вільний стиль)              |
| 14     | Метт Велш | Плавання (100 м, на спині)                    |
| 15     | Міхаель Кім | Плавання (100 м, батерфляй)                   |
| 16     | Метт Велш Реган Гаррісон Джефф Г'югілл Міхаель Кім Джош Вотсон (попер.) Раян Мітчелл (полер.) Адам Пайн (попер.) Ян Торп (попер.)                                        | Плавання (4х100 м, комплексне)                |
| 17     | Лізель Джонс | плавання (100 м, брас)                        |
| 18     | Сьюзен О'Нейл | Плавання (200 м, батерфляй)                   |
| 19     | Сьюзен О'Нейл Джіан Руні Кірстен Томсон Петро Томас Ясінта Ван линт (попер.) Елька Грехем (попер.)                                                                       | Плавання (4х200 м, вільний стиль)             |
| 20     | Сьюзен О'Нейл Даяна Калуб Лізель Джонс Петро Томас Тарне Вайт (попер.) Сара Раян (попер.)                                                                                | Плавання (4х100 м, комплексне)                |
| 21     | Джі Воллес | Стрибки на батуті (жінки)                     |
| 22     | Марк Расселл | Стрілянина (дабл-трап)                        |
| 23     | Тодд Вудбрідж Марк Вудфорд | Теніс (пари, чоловіки)                        |
| 24     | Мішель Джонс | Тріатлон (жінки)                              |
| 25     | Даніель Трентон | Тхеквондо (понад 80 кг)                       |

### Бронза
| Бронза | |                                                |
| №      | Спортсмени | Вид спорту (дисципліна)                        |
| 1      | Меттью Лонг Джеймс Томкінс | Академічне веслування (двійка парна)           |
| 2      | Джеймс Стюарт Бен Додвелл Бо Гансон Джефф Стюарт | Академічне веслування (четвірка парна)         |
| 3      | Шейн Келлі | Велоспорт (1 км)                               |
| 4      | Бредлі Макгі | Велоспорт (гонка переслідування, 4 км)         |
| 5      | Гарі Нейванд Шин Іді Даррін Гілл | Велоспорт (спринт)                             |
| 6      | Катрін Бошет | Веслування на байдарках та каное (1000 м, Б-1) |
| 7      | Марія Пеклі | Дзюдо (до 57 кг)                               |
| 8      | Майкл Блекберн | Вітрильний спорт (клас Лазер)                  |
| 9      | Метт Велш | Плавання (200 м, на спині)                     |
| 10     | Джефф Х'югілл | Плавання (100 м, батерфляй)                    |
| 11     | Джастін Норріс | плавання (200 м, батерфляй)                    |
| 12     | Петро Томас | Плавання (200 м, батерфляй)                    |
| 13     | Роберт Ньюбері Дін Пуллар | Стрибки у воду (синхронні, трамплін)           |
| 14     | Ребекка Гілмор Луді Туркі | стрибки у воду (синхронні, вишка)              |
| 15     | Наталі Тітк'юм, Наталі Ворд, Брук Вілкінс, Саллі Макдермід, Сіммон Морроу, Мелані Рош, Селіна Фоллас, Келлі Гарді, Таня Гардінг, Керрі Дінелт, Пета Едібон, Сюзанна Ферхерстом, Сандра Аллен, Джоанн Браун, Фіона Кроуфорд    | Софтбол (жінки)                                |
| 16     | Еннмарі Фордер | Стрілянина (пневматичний пістолет)             |
| 17     | Майкл Бреннан, Адам Комменс, Стефен Девіс, Дамон Ділетті, Лаклан Дреєр, Джейсон Дафф, Дрой Елдер, Джеймс Елмер, Пол Годойн, Стефен Гольт, Брент Лівермор, Даніель Спрул, Джей Стейсі, Крейг Вікторі, Меттью Веллс, Майкл Йорк | Хокей на траві (чоловіки)                      |